# Roland Börger (Beamter)
Roland Börger ist ein deutscher Beamter, Geowissenschaftler und seit Mai 2023 Präsident des Bundesamtes für Infrastruktur, Umweltschutz und Dienstleistungen der Bundeswehr in Bonn.

## Leben
Börger schloss sein Studium als Diplom-Geologe ab. Er war von 1990 bis 1997 im damaligen Amt für Wehrgeophysik in Traben-Trarbach tätig. 1995 legte er seine Dissertation vor und promovierte zum Doktor der Naturwissenschaften. Von 1997 bis 2008 war er Referent im Bundesministerium der Verteidigung (BMVg). Ab 2008 war er Referatsleiter im BMVg und von 2009 bis 2012 Büroleiter und Persönlicher Referent eines Parlamentarischen Staatssekretärs beim BMVg. Von 2012 bis 2015 war Börger Geschäftsführender Beamter des Bundesamtes für Infrastruktur, Umweltschutz und Dienstleistungen der Bundeswehr, bevor er 2015 Unterabteilungsleiter Strategie und Einsatz III (Unterstützung) im BMVg und 2017 Unterabteilungsleiter Infrastruktur, Umweltschutz und Dienstleistungen I (Infrastruktur) im BMVg im Amt eines Ministerialdirigenten wurde, was er bis zu seiner Ernennung zum Präsidenten des Bundesamtes für Infrastruktur, Umweltschutz und Dienstleistungen der Bundeswehr blieb.
Als Diplom-Geologe war Börger unter anderem mit Verfahren zur Erfassung, Bewertung und Sanierung von Altlasten, kontaminierten Standorten sowie von Boden- und Gewässerverunreinigungen befasst, insbesondere organische Kontaminationen in Grundwasserleitern und Oberflächengewässern.

## Schriften
- mit Claas Meier: Umweltgeotechnik und Kampfmittelräumung. mit 689 Abbildungen. In: Conrad Boley (Hrsg.): Handbuch Geotechnik; Grundlagen – Anwendungen – Praxiserfahrungen. 2., vollständig überarbeitete Auflage. Springer Vieweg, Wiesbaden 2019, ISBN 978-3-658-03054-4, S. 329–372.
- mit N. Blindow, H. Schimmer, K. Poll: Zur möglichen Belastung eines Fischereigewässers durch Explosivchemikalien aus verklappten Kampfmitteln und korrodiertem Munitionsschrott des Zweiten Weltkrieges – Ergebnis geophysikalischer und hydrogeologischer Untersuchungen am Gertrudensee nördlich von Münster in Westfalen. In: J. Nagel, C. Reinmann (Hrsg.): Münstersche Forschungen zur Geologie und Paläontologie; Jubiläumsausgabe – Gesammelte Arbeiten verschiedener Arbeitsgruppen am Geologisch-Paläontologischen Institut und Museum der Westfälischen Wilhelms-Universität Münster. Band 100. Münster 2005, S. 109–119.
- Boden- und Grundwasser-Verunreinigungen durch Explosivchemikalien von Rüstungsaltlasten und militärischen Altlasten. In: Neues Jahrbuch für Geologie und Paläontologie. Band 208. Stuttgart 1998, S. 179–203.
- mit K. Poll: Pflanzenbehandlungs- und Schädlingsbekämpfungsmittel in Grund- und Quellwässern eines verkarsteten Kluftaquifers. In: Grundwasser. Band 98, Nr. 1. Berlin 1998, S. 14–21.
- Erfassung, Modellierung und Interpretation der Kontaminationsverteilung in einem karbonatischen Kluftaquifer: eine Trendanalyse unter dem Aspekt hydrogeologischer Charakterisierung und Bilanzierung anthropogener Einträge in das Natur-Lysimeter „Schöppinger Berg“ (Nordwestliches Münsterland). Münster 1995, DNB 944818005 (Dissertation).